# Brusnica Velika
Brusnica Velika (cyr. Брусница Велика) – wieś w Bośni i Hercegowinie, w Republice Serbskiej, w gminie Brod. W 2013 roku liczyła 141 mieszkańców.